# Mendez (Philippines)
Pour les articles homonymes, voir Mendez.
Mendez est une municipalité de la province de Cavite, aux Philippines.